# Ibne Aljaiabe
Ibne Aljaiabe (em árabe: ابن الجياب; romaniz.: Ibn al-Jayyāb; 1274-1349) foi um escritor, poeta e ministro andalusino da corte nacérida de Granada, na atual Espanha. Por mais de cinquenta anos, entre os reinados dos sultões Maomé II (r. 1273–1302) e Iúçufe I (r. 1333–1354), compôs cássidas oficiais sobre a dinastia reinante que ajudaram a legitimar as ações dela, bem como reforçar sua posição como defensora do Islã. Vários de seus poemas decoram muros e objetos do período. Foi sucedido em sua posição por seu protegido ibne Alcatibe.